# Anabaza

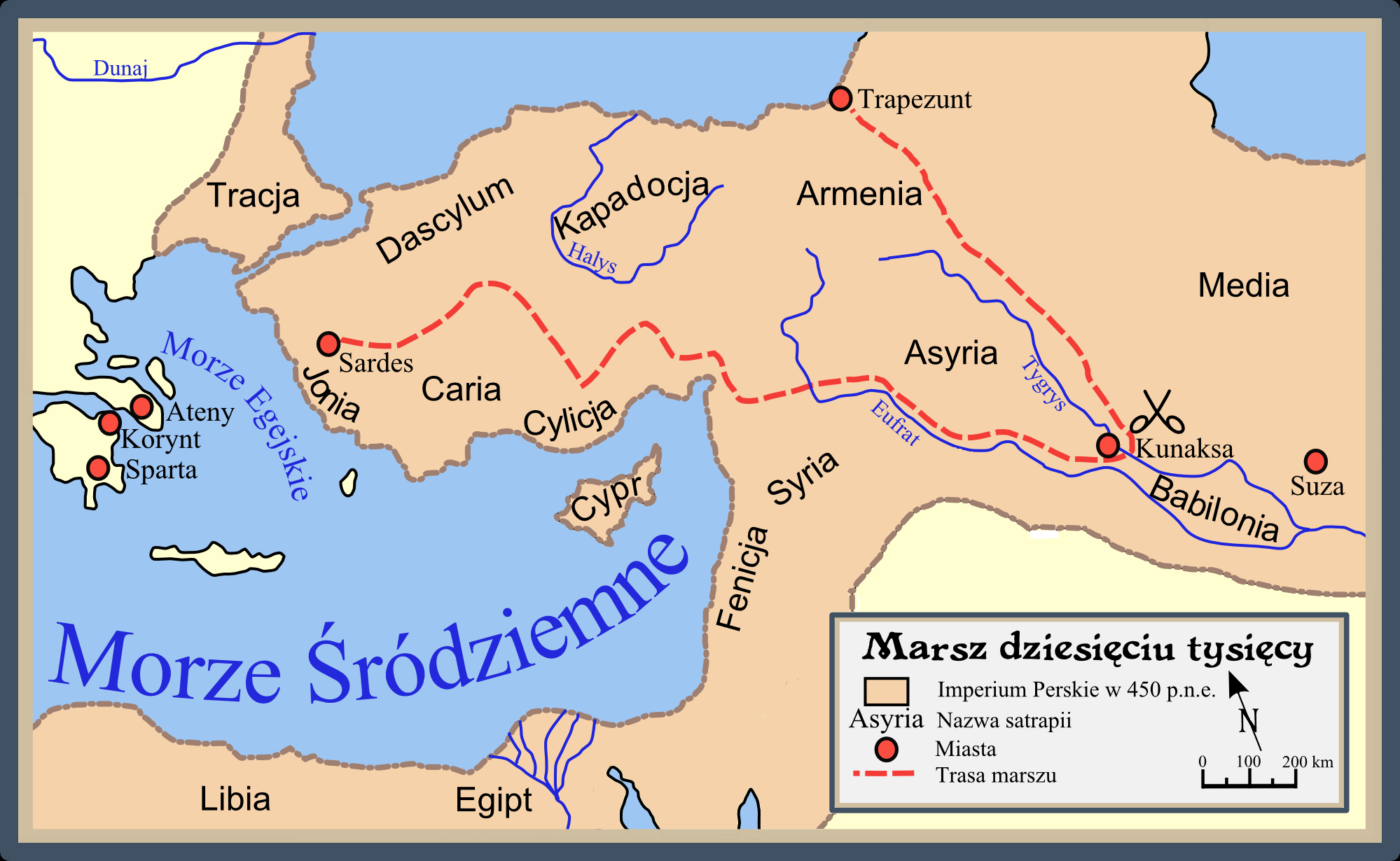
Marsz dziesięciu tysięcy.

Anabaza (gr. Ἀνάβασις Anabasis) – dzieło Ksenofonta. Występuje również pod tytułem Wyprawa Cyrusa. Opisuje brawurowy powrót greckiego wojska najemnego spod Kunaksy w Babilonii do Grecji.
Tytuł pochodzi od greckiego słowa ἀναβαίνω anabaino (idę w górę), którym Grecy jako naród żeglarzy określali oddalanie się od brzegu morza (tytuł odpowiada raczej początkowej części, w której opisany jest marsz od Sardes w kierunku Babilonu).
Anabaza to jeden z pierwszych znanych pamiętników wojennych. Ksenofont opisuje w nim losy 10 tysięcy (stąd często nazywana wyprawą dziesięciu tysięcy) najemników greckich w służbie satrapy perskiego Cyrusa Młodszego podczas wyprawy przeciwko jego bratu, królowi Persji Artakserksesowi II Mnemonowi. Opisane wydarzenia przypadają na lata 401–399 p.n.e.
W rozstrzygającym starciu pod Kunaksą oddziały greckie zwyciężyły na swoim odcinku, ale cała bitwa skończyła się przegraną i śmiercią Cyrusa. Pozbawieni naczelnego wodza Grecy znaleźli się w nieznanym sobie wrogim kraju bez zaopatrzenia i daleko od Grecji. Ponadto wódz perski Tissafernes podstępnie zwabił i zamordował wszystkich wyższych dowódców greckich. W takiej sytuacji Grecy zorganizowali się na nowo, wybrali nowych dowódców (wśród nich był Ksenofont) i ruszyli w drogę powrotną. 
Ich trasa wiodła wzdłuż rzeki Tygrys na północ, gdzie po pięciu miesiącach dotarli do greckiej kolonii Trapezunt (obecnie Trabzon w Turcji) nad brzegami Morza Czarnego. Następnie drogą morską dotarli do Chryzopola (obecnie Skutari) naprzeciw Bizancjum. Podczas drogi powrotnej Grecy byli tropieni przez Persów i atakowani przez barbarzyńskie plemiona, wielokrotnie musieli wykazywać się swoim męstwem i kunsztem wojennym.
Ksenofont opisuje życie codzienne i zwyczaje żołnierzy stanowiących zbieraninę najemników z różnych części Hellady, m.in. wiece żołnierskie, na których były podejmowane wspólnie decyzje, co do dalszego losu. Dzieło stanowi też źródło informacji o ludach, z którymi przyszło im się zetknąć. Prawdopodobnie są w nim po raz pierwszy wspomniani przodkowie dzisiejszych Kurdów (jako Karduchowie).
Pierwsza publikacja miała miejsce przed rokiem 380 p.n.e. Początkowo Ksenofont nie przyznawał się do napisania Anabazy, przypisując je fikcyjnemu autorowi. W całej książce występuje zawsze w trzeciej osobie. Tekst nie jest całkowicie bezstronny, można odczuć skłonność autora do uwydatniania swoich zasług jako dowódcy.

## Polskie wydania
- Słowo Xenofonta o wyprawie Woienney Cyrusa po Grecku Anabasis przeł. z gr. C. C. Mrongovius, wyd. F.S. Gerhard, Gdańsk 1831
- Wyprawa Cyrusa, Krakowska Spółka Wydawnicza 1924, przekład Artur Rapaport, wyd. 2 w 2006
- Wyprawa Cyrusa, Czytelnik 1955, przekład Władysław Madyda, wyd. 2 w 2003, wyd. 3 w 2021